# Metridia boecki
Metridia boecki är en kräftdjursart som beskrevs av Giesbrecht 1889. Metridia boecki ingår i släktet Metridia och familjen Metridinidae. Inga underarter finns listade i Catalogue of Life.